# Saint-Pancrace (Dordonha)
Saint-Pancrace é uma comuna francesa na região administrativa da Nova Aquitânia, no departamento Dordonha. Estende-se por uma área de 6,79 km². Em 2010 a comuna tinha 178 habitantes (densidade: 26,2 hab./km²).